# Юрген Рот
Юрген Рот (на немски: Jürgen Roth) е германски публицист и разследващ журналист.

## Биография
Юрген Рот е роден през 1945 година в град Франкфурт на Майн, Германия. От 1971 година публикува книги и прави телевизионни документални филми за организираната престъпност с акцент върху Източна Европа, Германия и международния тероризъм. В България е известен със своя бестселър „Новите български демони“ – книга, предизвикала огромен пазарен и медиен интерес. В нея авторът разглежда връзките между българските политици и организираната престъпност. Специално внимание се отделя на групировката ТИМ.
В началото на 2010 година бившият вътрешен министър на България – Румен Петков, завежда дело за клевета срещу Рот. През октомври 2010 година Софийски градски съд оправдава журналиста.
Държавна сигурност е имала връзки с Рот от 1987 г.